# Daniel Rudisha
Daniel Rudisha (Kilgoris, 11 agosto 1945 – Nakuru, 6 marzo 2019) è stato un velocista keniota, specializzato nei 400 metri piani.
È padre di David Rudisha, due volte medaglia d'oro ai Giochi Olimpici e primatista mondiale negli 800 m.

## Biografia
Nei cinque anni in cui ha rappresentato il Kenya ha partecipato alle Olimpiadi di Città del Messico 1968, dove ha conquistato, con il secondo posto nella staffetta 4x400 m, la sua unica medaglia olimpica. Nei 400 m, venne eliminato in batteria, dove ottenne il sesto tempo.
È morto il 6 marzo 2019 nell'ospedale dove era ricoverato a seguito di complicanze dovute al diabete.

## Palmarès
| Anno | Manifestazione  | Sede              | Evento      | Risultato | Prestazione | Note |
| ---- | --------------- | ----------------- | ----------- | --------- | ----------- | ---- |
| 1968 | Giochi olimpici | Città del Messico | 400 m piani | Batteria  | 47"68       |      |
| 1968 | Giochi olimpici | Città del Messico | 4×400 m     | Argento   | 2'59"64     |      |